# Car-Horse
 (novembre 2023).
Si vous disposez d'ouvrages ou d'articles de référence ou si vous connaissez des sites web de qualité traitant du thème abordé ici, merci de compléter l'article en donnant les références utiles à sa vérifiabilité et en les liant à la section « Notes et références ».
Car-Horse (souvent typographié en capitales) est une marque française de véhicules miniatures.

## Histoire
C’est en 1919 que Albert Hubert crée Menuiserie moderne qui devient une société du jouet en bois. Il a l’idée en 1930 d’utiliser le bois pour réaliser des voitures à échelles 1/43, avec des roues en plomb. Il pense que c’est un gage de robustesse et donne le nom de Car-Horse (petit clin d’œil anglo-saxon) et qui peut aussi être compris en « Carrosse ». Les premiers véhicules miniatures Car-Horse sortent en 1931 ; il s’agit de jouets camions (Berliet, Groupe Bernard, Renault, Citroën).
L’entité Car-Horse est créée en 1932 et est consacrée uniquement aux jouets automobiles. En 1938 quelques modèles platres et farines (plastiline) sont fabriqués, très proches des modèles CIJ. C’est en 1948 que Car-Horse commence la fabrication de modèles de véhicules en bakélite toujours au 1/43, les modèles sont vendus sur les foires et marchés.
À partir de 1956, les miniatures automobiles sont des Renault 4CV, Citroën Traction, Citroën DS 19, Peugeot 203… Les miniatures sont creuses sans vitrages, sans intérieurs, sans planchers, dans le style des jouets de bazars. En 1960, Car-Horse lance une série en résine révolutionnaire pour l’époque, qui connaîtra par la suite un grand succès. Une des particularités de certains véhicules sont très recherchés par les collectionneurs.
À la mort de Albert Hubert en 1968, la société Car-Horse tombe dans l’oubli. En 1992, son petit-fils Christophe Hubert relance l’activité miniature Car-Horse (modèles kit résine) sous la société Sthubert92 ; en 2005, elle reprend l’activité et la marque de Car-Horse avec une collection complète au 1/43. Elle rachète la marque Salza en l’intégrant sous forme d’une gamme dans la marque Car-Horse.